# Memorabilia di film
Il seguente è un elenco di memorabilia di film famosi. Nel caso tali oggetti siano stati venduti all'asta, verranno riportati di seguito gli attuali proprietari e l'ultimo prezzo pagato, se disponibile.

## Colazione da Tiffany
- Il vestito nero di Audrey Hepburn (più alcuni oggetti minori) battuto all'asta per 467.200£ (580.990€) per la City of Joy Foundation nel 2006.[1]

## Casablanca
- Il pianoforte suonato da Sam nel flashback a Parigi (non quello usato per suonare As Time Goes By) è andato alla società giapponese C. Itoh & Co.. L'oggetto è stato vinto all'asta con un'offerta di 154.000$ (119.182€) da parte di un offerente anonimo.[2]

- L'uniforme bianca indossata dal capitano Renault battuto all'asta per 55.000$ (42.565€) nel giugno 2011 alla Debbie Reynolds auction.[3]

## Citty Citty Bang Bang
- La macchina funzionante delle sei costruite per il film autenticata dalla star di Citty Citty Bang Bang, Dick Van Dyke, e messa all'asta da Profiles in History. Tuttavia, il prezzo iniziale di 950.000$ (735.214€) non ebbe alcuna offerta. È stata in seguito venduta ad un acquirente anonimo per 800.000$ (619.128€).[4]

## Quarto potere
- Steven Spielberg pagò 60.500$ (incluso il 10% di provvigione) nel 1981 per uno slittino in balsa usato in Quarto potere. Orson Welles dichiarò in un'intervista telefonica che ve ne erano tre copie in balsa, le quali erano previste per essere bruciate nella scena finale del film, e una in legno massiccio per quella iniziale.[5]. Una foto dell'epoca lo ritrae con lo slittino, che nella foto è di colore rosso.
- La coppa "Welcome home Mr. Kane" è stata messa in vendita in un'asta eBay nell'inverno 2008[6] al prezzo di 2.710.000 dollari.

## Guerre stellari - L'Impero colpisce ancora
- Le aste per un costume indossato da Lord Fener fallirono la vendita al prezzo minimo nel 2010, fermandosi a 150.000£.[7]

## Gli uomini preferiscono le bionde
- L'abito rosso di paillettes di Marilyn Monroe fu messo all'asta per 1,2 milioni di dollari nel giugno 2011 dalla collezione di Debbie Reynolds.[3]

## King Kong
- Lo scheletro del più largo modello delle miniature di King Kong, incluso il diritto d'asta, fu venduto nel novembre 2009 a 121.250£ (150.780€).[8]

## Il mistero del falco
- Diverse statuette furono realizzate per il film Il mistero del falco - le due principali dal peso di 21 kg ciascuna, e un'altra di 3.2 kg, più raffinata e in resina - tutte tenute in mano da Humphrey Bogart. Christie's vendette una delle due principali il 6 dicembre 1994 per 398.500$ (308.400€) a Ronald Winston, presidente dell'Harry Winston Inc.[9]

## Metropolis
- Una locandina originale ha stabilito il record del prezzo di vendita venendo acquistata alla cifra di 690.000$ (534.000€) nel 2006.[10]

## My Fair Lady
- Il plastron indossato da Audrey Hepburn fu venduto per 3.700.000$ (4.551.000$ con tasse aggiunte) nel giugno 2011 ad un'asta di Debbie Reynolds.[3]

## La febbre del sabato sera
- L'abito bianco indossato da John Travolta fu acquistato dal critico cinematografico Gene Siskel ad un'asta di beneficenza.[11]

## Quando la moglie è in vacanza
- Il vestito della metropolitana indossato da Marilyn Monroe, il quale si sollevò a causa della corrente ascensionale della metropolitana sotterranea, fu acquistato per 4,6 milioni di dollari (escluso il diritto d'asta aggiuntivo del 20%), ad un'asta di June Reynolds.[12]

## Star Wars
- Una telecamera Panavision PSR 35mm ancora funzionante usata nel primo Star Wars fu venduta per 625.000$ (483.700€) ad un'asta di Reynolds nel dicembre 2011, battendo tutti i record sia per quanto riguarda un cimelio di Star Wars sia per una telecamera d'epoca.[13]

## Superman
- Il costume di Superman indossato da Christopher Reeve fu venduto per 115.000$ (89.000€) a un'asta ad Hollywood nel 2007.[14]

## Il mago Oz
- Quattro paia delle scarpette di rubino indossate da Judy Garland sono sopravvissute. Un paio permanentemente esposto al National Museum of American History fu regalato al museo da un donatore anonimo. Questo è probabilmente il paio venduto all'asta della Metro-Goldwyn-Mayer nel 1970 per 15.000$ (11.678€). Un altro paio è stato venduto a Michael Shaw lo stesso anno. Mentre il paio che fu in mostra nel Judy Garland Museum, fu rubato nel 2005 e mai ritrovato. Philip Samuels pagò 165.000$ (124.560€) per una serie nel 1981. Il quarto e ultimo paio fu acquistato nel 2000 da David Elkouby per 666.000$ (515.424€). L'attrice Debbie Reynolds acquistò un più eccentrico paio di pantofole in motivo arabo che furono usate solo nelle prove costume prima di essere bocciate nel copione finale. Queste ultime furono le prime ad essere vendute ad una serie di aste della sua collezione, che al 2011 avrebbero fruttato 510.000$, per un totale di 627.300$ includendo il diritto d'asta.

- Il vestito a quadretti bianchi e azzurri di Judy Garland è stato battuto all'asta a Londra per la somma di 220.000€, con un prezzo base che era partito da 50.000€.[15]

- L'abito di cotone blu di Judy Garland, usato nei test shots[3] o durante le prime due settimane di riprese,[16] è stato venduto in Debbie Reynolds' 2011 auction for $910,000.[3]

- Due set di costumi del leone codardo. La questione che siano stati realmente indossati da Bert Lahr è dibattuta. Un set, inizialmente parte dell'asta MGM, fu acquistato dallo scultore Bill Mack nel 2006 per 826.000$ (639.250€).[17] The other costume, supposedly rescued from the trash bins at the MGM auction, is in the possession of noted collector James Comisar.

- Il costume dello spaventapasseri, senza maschera (che durante le riprese dovettero sostituire più volte), è conservato nel National Museum of American History.[18]

- Il cappello nero della malvagia Strega dell'Ovest fu venduto nel 2008 per 197.400$ (152.770€).[19]